# Erik Lieshout
Erik Lieshout (Utrecht, 1961) is een Nederlandse film- en reclamefilmregisseur.
Hij verwierf enige bekendheid in de jaren tachtig en negentig met een documentaire over het leven van Louis-Ferdinand Céline en diens boek Reis naar het einde van de nacht (met als gastheer Gerard Reve) en met Ik verlang naar niets dat voorbij is terug, een documentaire film over en met Willem Frederik Hermans in zijn toenmalige woonplaats Parijs. Ook maakte hij diverse reportages voor het VPRO-programma Atlantis, met onder anderen Arthur Conley en Chet Baker, en de korte film The Room (2000), Rutger Hauers eerste improvisatierol. In 2009 maakte hij samen met Arno Hagers en Reinier van Brummelen de VPRO-documentaire Laatste Woorden, over de Franse schrijver Michel Houellebecq en het maakproces van diens speelfilm La Possibilité d'une île (naar de gelijknamige roman). Voor deze documentaire schreef Iggy Pop  een aantal nummers die zijn uitgebracht op het album Préliminaires. In 2016 maakte Lieshout twee televisieseries voor de VPRO: Op zoek naar Frankrijk waarvan hij twee afleveringen regisseerde en Made in Europe dat hij in samenwerking met schrijver Dimitri Verhulst volledig op zich nam. In hetzelfde jaar verscheen een nieuwe samenwerking met Houellebecq en Pop op het IDFA documentairefestival genaamd To Stay Alive: A Method. 
Naast zijn filmwerk regisseerde Lieshout een honderdtal reclamespotjes voor televisie, waarvan de bekendste zijn een serie voor een wasmiddelenmerk met onder meer Jules Deelder en Bram Moszkowicz. 

## Filmografie
- Voor de beeldenstorm (1986)
- Reis naar het einde van de nacht (1986)
- Kost/baten (1989)
- Ik verlang naar niets dat voorbij is terug (1989)[2]
- Regrets (1998)
- The Room (2000)
- Laatste woorden (2009)[3]
- Op zoek naar Frankrijk (serie, 2016)
- Made in Europe (serie, 2016)
- To Stay Alive: A Method (2016)

- Digitale Bibliotheek voor de Nederlandse Letteren: lies006
- International Standard Name Identifier: 0000 0003 9394 2496
- Nederlandse Thesaurus van Auteursnamen: 316728799
- Virtual International Authority File: 288278643
- WorldCat: E39PBJfcQ68YXTjcHHp3f4xFKd